# Adelzhausen

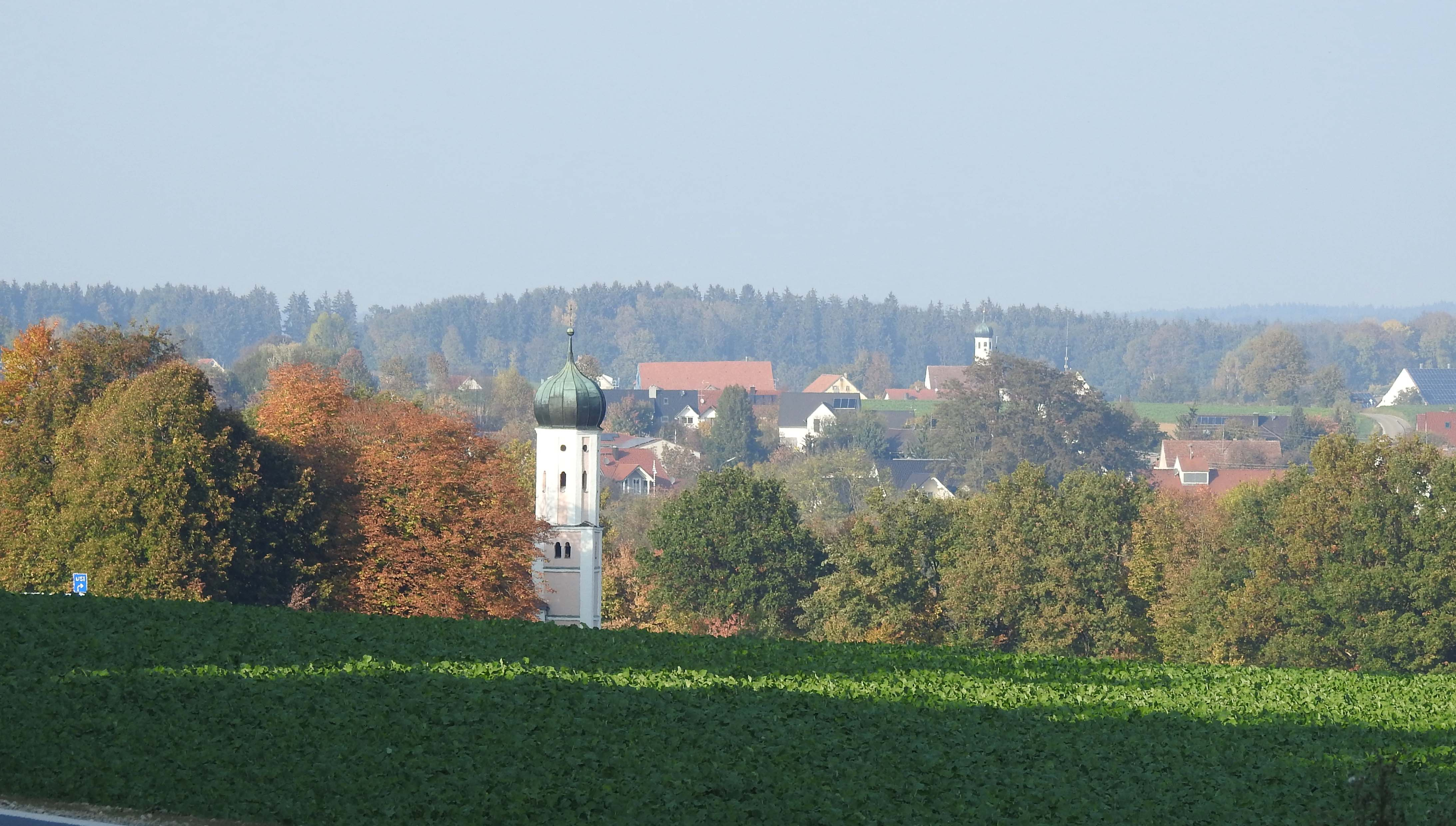
Adelzhausen von Süden

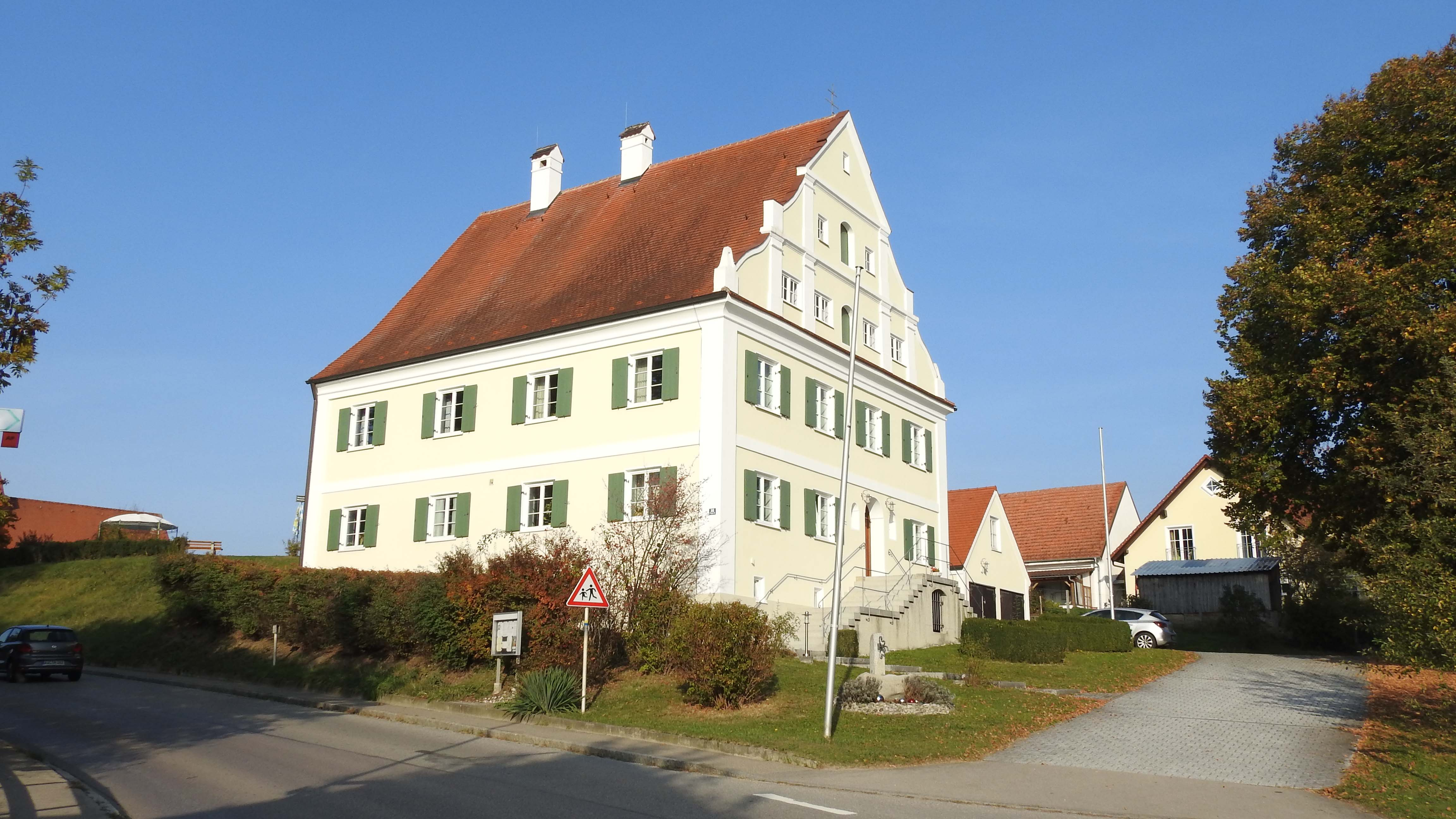
Pfarrhof in Adelzhausen

Adelzhausen ist eine Gemeinde im schwäbischen Landkreis Aichach-Friedberg. Sie ist Mitglied der Verwaltungsgemeinschaft Dasing.

## Geografie

### Lage
Die Gemeinde liegt an der Ecknach in der Region Augsburg im östlichen Teil des Landkreises Aichach-Friedberg, rund 15 Kilometer östlich der Stadt Augsburg.

### Nachbargemeinden
| Dasing (Landkreis Aichach-Friedberg) |                                             | Sielenbach (Landkreis Aichach-Friedberg) |
|                                      | Kompassrose, die auf Nachbargemeinden zeigt | Altomünster (Landkreis Dachau)           |
|                                      | Eurasburg (Landkreis Aichach-Friedberg)     |                                          |

### Gemeindegliederung
Die Gemeinde hat drei Gemarkungen und neun Gemeindeteile:
- Adelzhausen, Pfarrdorf und Gemarkung
  - Tremmel, Weiler
- Burgadelzhausen, Kirchdorf und Gemarkung
  - Landmannsdorf, Kirchdorf
  - Weinsbach, Einöde
- Heretshausen, Pfarrdorf und Gemarkung
  - Haunsried, Einöde
  - Irschenhofen, Dorf
  - Michelau, Weiler

## Geschichte

### Bis zur Gemeindegründung
In Landmannsdorf befand sich zur Römerzeit ausweislich archäologischer Befunde eine Ziegelei.
Der Ort wurde erstmals im Jahr 782 in einer Schenkungsurkunde an das Bistum Freising als „Adalhelmshusir“ erwähnt. Adelzhausen gehörte später zum Rentamt München und zum Landgericht Aichach des Kurfürstentums Bayern. Im Zuge der Verwaltungsreformen in Bayern entstand mit dem Gemeindeedikt von 1818 die heutige Gemeinde.

### Eingemeindungen
Im Zuge der Gemeindegebietsreform wurde am 1. April 1972 die Gemeinde Heretshausen eingemeindet. Am 1. Juli 1976 kamen Gebietsteile der aufgelösten Gemeinde Burgadelzhausen hinzu.

### Einwohnerentwicklung
| Jahr | Einwohner      |
| ---- | -------------- |
| 1961 | 0853 Einwohner |
| 1970 | 0862 Einwohner |
| 1987 | 1084           |
| 1991 | 1173           |
| 1995 | 1257           |
| 2000 | 1431           |
| 2005 | 1535           |
| 2010 | 1608           |
| 2015 | 1680           |
| 2019 | 1726           |

Zwischen 1988 und 2019 wuchs die Gemeinde von 1117 auf 1726 um 609 Einwohner bzw. um 54,5 % – nach Mering der stärkste prozentuale Zuwachs einer Gemeinde im Landkreis im genannten Zeitraum.

## Politik

### Gemeinderat
Der Gemeinderat besteht aus dem ersten Bürgermeister und 12 Gemeinderatsmitgliedern. Von Mai 2014 bis April 2020 wurden neun Mitglieder von der „Parteilosen Wählergemeinschaft“ und drei von der „Alternative Adelzhausen“ gestellt. Zur Gemeinderatswahl am 15. März 2020 wurde nur der Wahlvorschlag der „Parteilosen Wählergemeinschaft“ eingereicht, der seit Mai 2020 alle zwölf Gemeinderatsmitglieder der Amtszeit bis 2026 stellt.
| Parteien und Wählergemeinschaften         | 2020  | 2020  |
| Parteien und Wählergemeinschaften         | %     | Sitze |
| ----------------------------------------- | ----- | ----- |
| Parteilose Wählergemeinschaft Adelzhausen | 99,6  | 12    |
| Ohne Wahlvorschlag                        | 0,4   | 0     |
| Gesamt                                    | 100,0 | 12    |
| Wahlbeteiligung in %                      | 62,3  | 62,3  |

### Bürgermeister
Bürgermeister ist seit Mai 2008 Lorenz Braun (Parteilose Wählergemeinschaft); er wurde bei der Wahl am 15. März 2020 für weitere sechs Jahre bis April 2026 im Amt bestätigt.

### Wappen
|  | Blasonierung: „In Rot über einem waagrecht gelegten silbernen Mühleisen ein halber silberner Adler mit goldenem Schnabel.“ |
|  | |

## Baudenkmäler
- St.-Laurentius-Kirche in Heretshausen
- St.-Johannes-Gualbertus-Kirche in Weinsbach
- St.-Elisabeth-Kirche in Adelzhausen
- St.-Leonhard-Kirche in Heretshausen
- St.-Nepomuk-Kirche in Burgadelzhausen
- St.-Sebastian-Kirche in Landmannsdorf
- Kapelle St. Salvator an der Autobahn A8

## Bodendenkmäler
- Burgstall Adelzhausen
- Burgstall Bäckerberg

## Wirtschaft und Infrastruktur

### Wirtschaft einschließlich Land- und Forstwirtschaft
Es gab 2013 insgesamt 210 sozialversicherungspflichtig Beschäftigte am Arbeitsort. Sozialversicherungspflichtig Beschäftigte mit Wohnort Adelzhausen gab es insgesamt 688. Damit hatte die Gemeinde um 478 Personen mehr Aus- als Einpendler.
Im  Jahre 2010 existierten 34 landwirtschaftliche Betriebe. Im Jahre 2013 waren 1085 Hektar (64,0 %) der Gemeindefläche landwirtschaftlich genutzt, 383 Hektar (22,6 %) waren Wald. Die Siedlungsfläche betrug 204 Hektar (12,0 %).

### Verkehr
Adelzhausen liegt unmittelbar an der Bundesautobahn 8 und ist über die gleichnamige Anschlussstelle leicht zu erreichen.
Die Gemeinde liegt in den Bereichen der Verkehrsverbünde AVV (Zone 50) und MVV (Zone 4/5).
Sie wird durch die Buslinien
- 203 mit Dasing und Friedberg,
- 250 mit Aichach,
- X732 mit Dasing und München-Pasing angebunden.

### Bildung
Im Jahr 2014 gab es folgende Einrichtungen:
- 70 Kindergartenplätze in einer Kindertageseinrichtung mit 60 Kindern (davon neun Krippenkinder unter drei Jahren)
- Eine Grundschule mit acht Lehrern und 100 Schülern